# Famille d'Eurêka
La famille d'Eurêka est une famille d'astéroïdes constituée de sept des huit astéroïdes troyens de Mars situés au point de Lagrange L5 (mai 2019).
L'hypothèse d'une famille parmi les troyens de Mars gravitant en L5 est formulée en 2013 et ce parallèlement par les astronomes espagnols Carlos de la Fuente Marcos et Raúl de la Fuente Marcos et par l'astronome anglais Apostolos Christou. Elle est classiquement nommée famille d'Eurêka, d'après son membre à la fois le plus grand et de plus petit numéro (5261) Eurêka. Il est aujourd'hui établi qu'elle regroupe 12 des 14 astéroïdes gravitant en L5,,,.

## Propriétés
Plusieurs études estiment l'âge de la famille à environ un milliard d'années mais précisent qu'il ne s'agit que d'un ordre de grandeur ,. Plusieurs scénarios sont envisageables pour expliquer sa formation : collision destructrice, collision de type cratérisation, fissions successives par effet YORP, scénario mixte. Une étude publiée en 2015 penche pour l'hypothèse de l'effet YORP mais n'exclut aucun scénario. Une autre étude publiée en 2017 tend à exclure l'hypothèse d'une collision destructrice mais montre aussi les difficultés rencontrées par les autres scénarios. L'importance de l'effet Yarkovsky dans la dispersion des inclinaisons orbitales semble par contre bien établie.
Au moins trois des sept astéroïdes — dont (5261) Eurêka — appartiennent au type spectral A. Cette sous-classe du type spectral S est caractérisé par une forte proportion d'olivine et par sa rareté relative parmi les astéroïdes. Ce dernier point vient conforter l'hypothèse d'une origine commune des membres de la famille. Il vient aussi alimenter l'hypothèse d'un corps parent très ancien, potentiellement représentatif des planétésimaux à l'origine de la formation des planètes telluriques. À noter que les deux troyens de Mars n'appartenant pas à la famille d'Eurêka possèdent des compositions différentes de (5261) Eurêka, ce qui laisse supposer des origines différentes.

## Liste
| Astéroïde           | Magnitude | Diamètre moyen | Découverte | Fiche MPC                               |
| ------------------- | --------- | -------------- | ---------- | --------------------------------------- |
| (5261) Eurêka       | 16,1      |                | 1990       | (en) « MPC », sur minorplanetcenter.net |
| (311999) 2007 NS2   | 18,1      |                | 2007       | (en) « MPC », sur minorplanetcenter.net |
| (385250) 2001 DH47  | 18,8      |                | 2001       | (en) « MPC », sur minorplanetcenter.net |
| (816688) 2011 SC191 | 19,4      |                | 2003       | (en) « MPC », sur minorplanetcenter.net |
| 2009 SE             | 19,9      |                |            | (en) « MPC », sur minorplanetcenter.net |
| 2011 SL25           | 19,5      |                | 2011       | (en) « MPC », sur minorplanetcenter.net |
| 2011 SP189          | 20,9      |                |            | (en) « MPC », sur minorplanetcenter.net |
| 2011 UN63           | 19,7      |                | 2009       | (en) « MPC », sur minorplanetcenter.net |
| 2011 UB256          | 19,9      |                | 2011       | (en) « MPC », sur minorplanetcenter.net |
| 2016 CP31           | 19,4      |                |            | (en) « MPC », sur minorplanetcenter.net |
| 2018 EC4            | 20,0      |                |            | (en) « MPC », sur minorplanetcenter.net |
| 2018 FC4            | 21,2      |                |            | (en) « MPC », sur minorplanetcenter.net |